# Strigiphilus aitkeni
Strigiphilus aitkeni är en insektsart som beskrevs av Clay 1966. Strigiphilus aitkeni ingår i släktet ugglelöss, och familjen fjäderlöss. Inga underarter finns listade i Catalogue of Life.